# 에바 르 갈리엔
에바 르 갈리엔(Eva Le Gallienne, 1899년 1월 11일 ~ 1991년 6월 3일)은 미국의 배우, 프로듀서, 감독, 번역가, 작가이다.

## 도서
- With a Quiet Heart: An Autobiography

## 영화
- 부활 (1980년)
- 데블스 디사이플 (1959년)